# FIB Champions Cup
FIB Champions Cup är en årlig turnering som spelas sedan 2004 och blivit en av de större turneringarna under bandyns försäsong. Främst medverkar svenska och ryska lag. Turneringen spelas alltid i Edsbyn Arena kring september, och kan ses som ett resultat av bandyhallarna.

## Turneringar
| 2004 Detaljer | Edsbyn | HK Vodnik      |  | Edsbyns IF    | Västerås SK    |  | Sandvikens AIK    |
| 2005 Detaljer | Edsbyn | Sandvikens AIK |  | SKA Neftyanik | Västerås SK    |  | HK Zorkij         |
| 2006 Detaljer | Edsbyn | Dynamo Moskva  |  | HK Zorkij     | Edsbyns IF     |  | SKA Neftyanik     |
| 2007 Detaljer | Edsbyn | Edsbyns IF     |  | HK Zorkij     | Raketa Kazan   |  | Västerås SK       |
| 2008 Detaljer | Edsbyn | Dynamo Moskva  |  | Edsbyns IF    | Vetlanda BK    |  | Dynamo Kazan      |
| 2009 Detaljer | Edsbyn | Dynamo Kazan   |  | HK Zorkij     | Sandvikens AIK |  | Vetlanda BK       |
| 2010 Detaljer | Edsbyn | HK Zorkij      |  | Dynamo Moskva | Sandvikens AIK |  | Broberg/Söderhamn |
| 2011 Detaljer | Edsbyn | HK Zorkij      |  | Bollnäs GoIF  | Dynamo Moskva  |  | Sandvikens AIK    |

| 2012 Detaljer | Edsbyn | HK Zorkij     |      | Edsbyns IF    | Dynamo Moskva |     | Broberg/Söderhamn       |
| 2013 Detaljer | Edsbyn | Dynamo Moskva |      | Edsbyns IF    | GAIS          |     | Vetlanda BK             |
| 2014 Detaljer | Edsbyn | Bollnäs GoIF  |      | Dynamo Moskva | HK Zorkij     |     | Broberg/Söderhamn Bandy |
| 2015 Detaljer | Edsbyn | Dynamo Moskva | 10-2 | HK Zorkij     | Bollnäs GoIF  | 5-3 | HK Kuzbass              |

### Fotnoter
1. ↑  ”Bandy: Edsbyn förlorade finalen”. Expressen. 26 september 2004. http://www.expressen.se/sport/bandy-edsbyn-forlorade-finalen/. Läst 30 september 2015.